# Gestur Pálsson

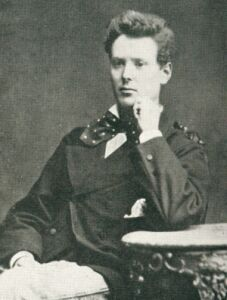
Gestur Pálsson.

Gestur Pálsson, född den 25 september 1852 i Reykhólahreppur, död den 19 augusti 1891 i Kanada, var en isländsk författare och journalist.
Gestur Pálsson avlade studentexamen vid latinskolan i Reykjavik 1875 och reste sedan till Köpenhamn där han studerade teologi vid Köpenhamns universitet 1875–1882 med ett års avbrott för vistelse i hemlandet. Han var sedan tidningsman på Island och i Winnipeg i Nordamerika. Pálsson skrev naturalistiska berättelser (Þyrjór sögur, 1888, med flera) under påverkan av Turgenjev, Kielland och Heyse.